# チントウ
チントウは、空手道の型の一つ。松濤館流では岩鶴（がんかく）と称している。また少林寺流錬心舘（保勇）では鎮東、沖縄松林流興道館（長嶺将真）、沖縄少林寺流求道館（仲里常延）では鎮闘と表記される。

## 歴史
アナン（チントウ）という中国の水夫の船が沖縄の海岸に漂着し、漂流した海岸の地元の住民の作物などを盗んでいた。そこで琉球国王は空手家で国王の御側守役であった松村宗棍をチントウを捕まえる為に送った。そこで松村はチントウから技を学んだという伝説がある。
しかし、松村宗棍はナイファンチ、公相君、五十四歩のみを伝授したといわれ、チントウは伝えていない。
喜屋武朝徳が伝えたチントウは斜め一直線に演武する。これは泊の親泊興寛から習った形であり、現在の斜め一直線や横一直線のチントウはこの系統に属する。
糸洲安恒が改編したチントウは縦一直線の演武線であり、親泊のチントウを改編したものと考えられている。本土には摩文仁賢和によって伝えられた。船越義珍は摩文仁からチントウを習い日本風に岩鶴と改称している。岩鶴の名は現在も松濤館流の型として継承されている。岩鶴に改称した理由として戦時中の反中国の感情を回避するためと考えられている。

## 現在
現在では和道流、修交会、一心流空手道、千唐流、小林流、少林寺流、糸東流、松濤館流、玄制流、養秀会などの各会派において指定型となっている。